# 中谷優心
中谷 優心（なかたに ゆうしん、1995年8月1日 - ）は、日本の歌手、俳優であり、C.I.A.のメンバーである。
大阪府松原市出身、キューブ所属。

## 人物
- 幼い頃からテニスに打ち込んできたが、スランプのときに励まされた歌の素晴らしさに心を動かされ、歌手を志す。テニスでの大学推薦を辞退し歌手への夢を追いかけ、TBSテレビ "ソロ・ヴォーカリストコンテスト番組『Sing! Sing! Sing!』" 2ndシーズンで2,200人の頂点に輝く。[2]
- テニスの大阪府大会で、シングルス２位、ダブルス１位を取った経験がある。
- 好きなアーティストは、森山直太朗、やしきたかじん、マイケル・ブーブレ。
- 2018年、同じ事務所の永田崇人とシンガーソングユニット「nagatani」を結成。2020年2月にオリジナル楽曲「寝不足」を配信。[3][4]

## 出演

### 舞台
2017年
- 音楽劇『魔都夜曲』（7月7日 - 29日、Bunkamuraシアターコクーン 他）

2018年
- 舞台『Like A』（2月3日 - 12日、新宿FACE）- キーパー 役
- 舞台『Only You ～ぼくらのROMEO&JULIET～』（7月12日 - 8月4日、東京グローブ座 他）

2019年
- 舞台『Like A room[002]』（1月12日 - 1月20日、全労済ホール／スペース・ゼロ）- キーパー 役
- 舞台『Like A room[003]』（8月7日 - 14日、新宿FACE）- キーパー 役
- ハイパープロジェクション演劇『ハイキュー!!』"飛翔"（11月1日 - 11月4日、TOKYO DOME CITY HALL 他） - 縁下力 役[5]

2020年
- ハイパープロジェクション演劇『ハイキュー!!』"最強の挑戦者(チャレンジャー)"（3月21日 - 5月6日、TOKYO DOME CITY HALL 他） - 縁下力 役[6]
- 舞台『レジスタンスイレブン』（6月10日 - 6月21日、TACCS1179）
- ハイパープロジェクション演劇『ハイキュー!!』"ゴミ捨て場の決戦"（10月31日 - 12月13日、TOKYO DOME CITY HALL 他） - 縁下力 役[7]

2021年
- ハイパープロジェクション演劇『ハイキュー!!』"頂の景色・２"（3月20日 - 5月9日、TOKYO DOME CITY HALL 他） - 縁下力 役[8]
- ミュージカル『オープニングナイト』～桜咲高校ミュージカル部～（7月2日 - 5日、日本青年館ホール） ‐ タロウ 役

#### 2022年
- ミュージカル『Catch me if you can』（8月11日 - 9月4日、東京国際フォーラム ホールC 他）-アンサンブル

#### 2023年
- ミュージカル『ミーン・ガールズ』2023年公演（1月30日 - 2月12日、東京建物Brillia HALL 他）-ケヴィン 役

#### 2024年
- ミュージカル座『命日オプション』（5月9日 - 12日、六行会ホール） - 秀幸 役[9]
- ミュージカル『キャッチ・ミー・イフ・ユー・キャン』（8月19日 - 9月17日、東京国際フォーラム ホールC 他）[10]

#### 2025年
- ブロードウェイミュージカル『キンキーブーツ』（4月27日 - 6月8日、東急シアターオーブ 他） - ハリー 役[11]
- ミュージカル座『ひめゆり』（8月21日 - 24日〈予定〉、シアター1010） - 檜山上等兵 役[12]

### テレビ
- TBS『Sing! Sing! Sing!』2ndシーズン（2015年）
- TBS『音楽の日』（2015年6月27日）
- SBS『イブアイしずおかエンタ』（2018年4月3日 - 2019年9月20日） -毎週火曜日のスタジオレギュラー

### 映画
- Hide Behind（2017年）
- ママレード・ボーイ（2018年） - 榊学園テニス部員役

### ラジオ
- ニッポン放送『中谷優心のオールナイトニッポンモバイル』（2016年4月13日 - 2018年3月28日）

### 雑誌
- テニス雑誌『スマッシュ』

### ネット配信
- LINE LIVE『タカトーク LINE LIVE』（2018年11月19日)
- LINE LIVE『永田崇人公式LINE！15000人突破記念！LINEミニライブ!!!』（2018年11月24日)
- LINE LIVE『タカトーク LINE LIVE』（2018年12月24日)
- LINE LIVE『永田崇人公式LINE！20000人突破記念LINE LIVE』（2019年4月1日)
- LINE LIVE『SUPER LIVE 2019開催記念！LINE LIVE』（2019年9月1日)
- LINE LIVE『タカトーク LINE LIVE』（2019年11月18日)
- LINE LIVE『永田崇人 LINE LIVE』（2020年3月28日)
- ニコニコ生放送『キャストサイズニュース』（2020年7月15日)
- LINE LIVE『Mission in B.A.C』（2020年7月25日)
- YouTube『YouTubeチャンネル登録1万人突破記念＆お誕生日おめでとうおれ』（2020年8月1日)
- C.I.A.presents『MISSION IN SUMMER 2020〜お前ら配信やれんのか!?真夏の挑戦(チャレンジ)祭〜』（2020年8月29日)
- YouTube『【nagatani】ワンマンライブ直前クリスマス生配信』（2020年12月25日)

### ライブ・イベント
- 中谷優心ワンマンLIVE「20」（2015年8月1日、渋谷TAKE OFF7）
- 『20』発売記念インストアイベント（2015年8月3日、タワーレコード渋谷 他）
- 中谷優心ワンマンLIVE「20」vol.2～テニスの日にワンマンライブです～（2015年9月23日、渋谷TStar Lounge）
- 中谷優心ワンマンLIVE「20」vol.3（2015年10月25日、渋谷TAKE OFF7）
- 中谷優心ワンマンLIVE「20」vol.4～いい兄さんの日にワンマンです～（2015年11月23日、渋谷Chelsea Hotel）
- 中谷優心ワンマンLIVE「20」X’masスペシャル ～HUG大好き優心サンタがワンマンです～（2015年12月11日、原宿アストロホール）
- 中谷優心ワンマンLIVE「20」～ナカタニ春のユウシン祭り2016～（2016年3月24日、渋谷TAKE OFF7）
- レコ発ミニライブ（2016年7月31日、渋谷gee-ge）
- 中谷優心ワンマンLIVE 2016『CANDY KISS』（2016年9月3日、渋谷TAKE OFF7）
- キューブ若手俳優サポーターズクラブC.I.A.発足記念!!『キックオフトークイベント』（2017年12月17日、CBGKシブゲキ!!）
- 中谷優心アコースティックワンマンライブ『BLUE STROAK2017』（2017年12月22日、下北沢440）
- cube三銃士『Mon STARS Concert〜Again〜』（2018年2月20日 - 22日、Bunkamura オーチャードホール） - バックコーラス・バックダンス
- C.I.A. presents『春のファン祭り』（2018年3月26日、代々木・山野ホール）
- 永田崇人ファンイベント『タカトーク summer 2018』（2018年6月23日、全電通労働会館） - ゲスト
- 中谷優心アコースティックワンマンライブ『BLUE STROKE 2018 in SUMMER』（2018年8月19日、原宿ストロボカフェ）
- C.I.A.presents『MISSION IN SUMMER 2018』（2018年8月20日、CBGKシブゲキ!!）
- テニスイッチ＆スマッシュ テニスクリニック in YOKOHAMA SPORTS DAY 2018（2018年9月23日）
- 中谷優心アコースティックワンマンライブ『BLUE STROKE 2018 in WINTER』（2018年12月2日、原宿ストロボカフェ）
- C.I.A.presents『SUPER LIVE 2018』（2018年12月28日・29日、品川インターシティホール）
- YOKOHAMA G.B STREET（2019年2月16日、横浜ビブレ前広場）
- 永田崇人ファンイベント『タカトークtour2019』（2019年5月12日、東京証券会館) - ゲスト
- C.I.A.presents『MISSION IN SUMMER 2019』（2019年8月26日・27日、品川インターシティホール）
- C.I.A.presents『SUPER LIVE 2019』（2019年12月27日 - 29日、品川インターシティホール）
- C.I.A.presents『NEW YEAR EVENT 2020』（2020年1月13日、品川インターシティホール）
- 中谷優心ワンマンライブ『BLUE STROKE 2020』（2020年2月8日、原宿ストロボカフェ）
- 永田崇人ファンイベント『タカトーク2020』（2020年8月23日、有楽町朝日ホール) - ゲスト
- nagatani first acoustic live『お茶漬けの回』（2020年12月29日・30日、CBGKシブゲキ!!)
- 超 中谷優心アコースティックライブ2021『アボカドとはちみつ』（2021年5月22日、CBGKシブゲキ!!）
- C.I.A.presents『超 infinity イベント 2021』（2021年5月30日、東京証券会館）
- C.I.A.presents『超 MISSION IN SUMMER 2021〜天下分け目の品川大合戦！統一するのは俺達だ！（仮）〜（2021年9月4日、品川インターシティホール）
- C.I.A.presents『超 SUPER LIVE 2021』（2021年12月28日・29日、豊洲PIT）
- C.I.A.presents『NEW YEAR EVENT 2022』（2022年1月20日、品川インターシティホール）
- C.I.A.presents『第二章キックオフ記念　緊急記者会見イベント2022』（2022年3月20日、品川インターシティホール）
- C.I.A.同級生イベント『1995〜アホとピュアとときどきひねくれ〜』（2022年6月25日、浜離宮朝日ホール）- リモート出演に変更
- C.I.A.presents『本気の運動会2022』（2022年7月10日、アリーナ立川立飛）
- C.I.A.「nagatani Live Tour 2022 〜半目の会〜」（2022年11月6日、福岡　11月11日、大阪　11月26日、大手町三井ホール）

## 作品

### シングルCD
- 1st mini ALBUM「20(トゥエンティー)」

1. 「若葉ラバー」作詞：橋口洋平(wacci)　作曲：本間昭光　編曲：本間昭光
2. 「夏の蜃気楼」作詞：hr3　作曲：本間昭光　編曲：本間昭光
3. 「海が欲しいのに」作詞：畠山美由紀/佐藤慎吾　作曲：畠山美由紀/冨田恵一　編曲：Tomi Yo
4. 「サボテンの花」作詞・作曲：財津和夫　編曲：本間昭光

- 2nd mini ALBUM「CANDY KISS」

1. 「キャンディーキッス」作詞・作曲：中谷優心　編曲：島田昌典 ※TBSテレビ「有田ジェネレーション」８月度エンディングテーマ
2. 「サマーシャワー」作詞：橋口洋平(wacci) 　作曲：本間昭光　編曲：本間昭光 ※カンテレ・フジテレビ系「ニッポンのぞき見太郎」エンディング曲
3. 「未成年」作詞：中谷優心/シブヤサリ　作曲：中谷優心　編曲：鈴木Daichi秀行
4. 「歌うたいのバラッド」作詞・作曲：斉藤和義　編曲：杉浦琢雄　ストリングス編曲：柏木広樹

### アルバム
- nagatani「はんめ。」（2022年11月4日）[13]

### MV
- 中谷優心「若葉ラバー」（2015年）

- 中谷優心「キャンディーキッス」（2016年）

### 配信
- アボカドとはちみつ （2021年8月1日）

### 配信限定
- nagatani 「寝不足」（2020年2月28日）[14]